# JALTAM

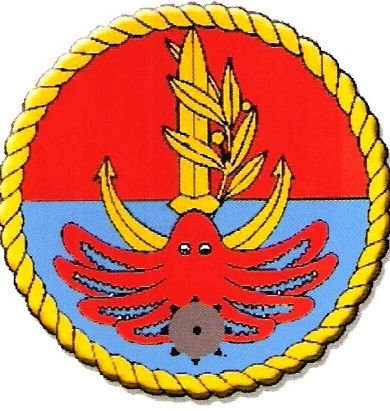
Abzeichen der JALTAM-Einheit

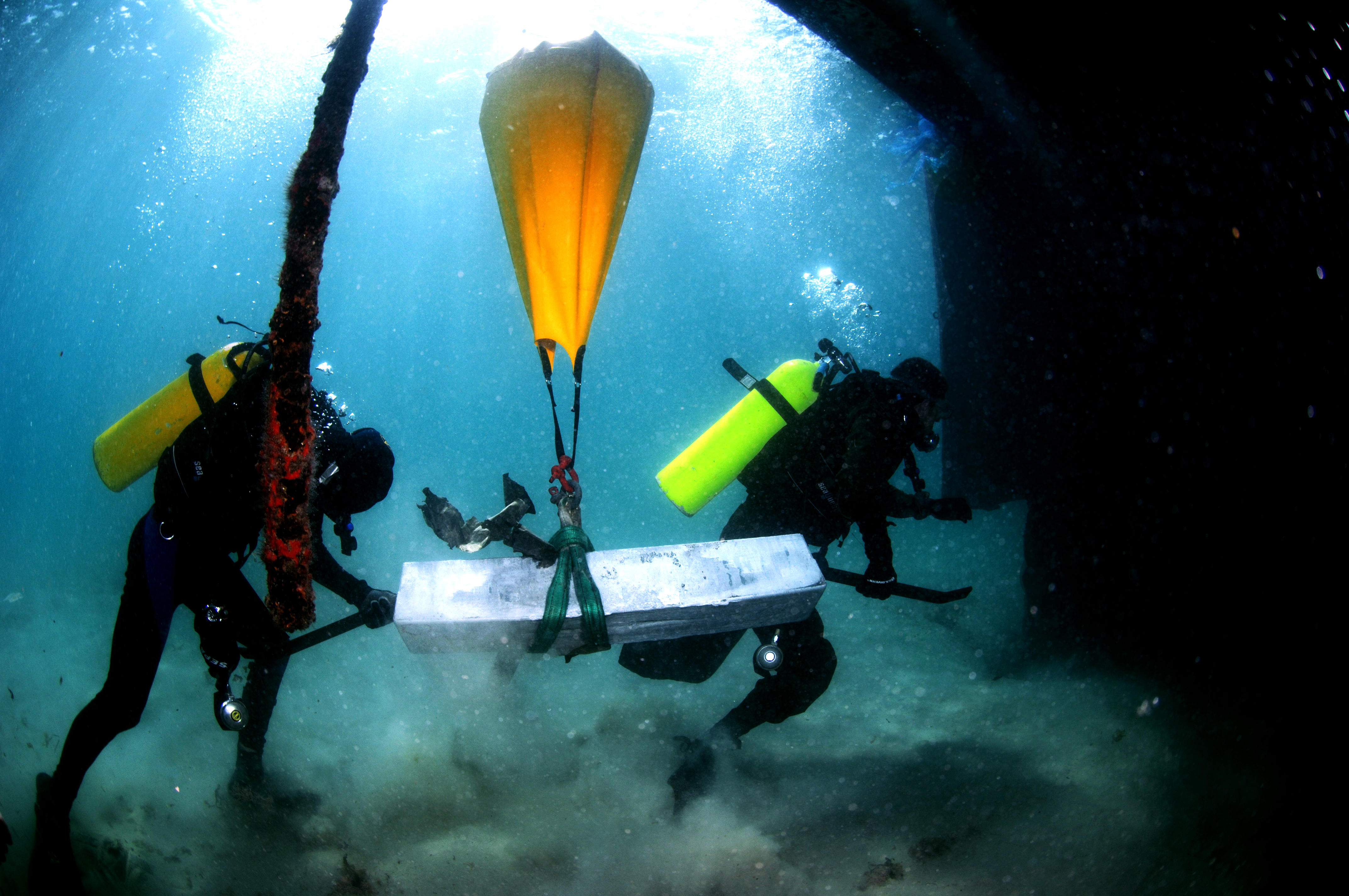
JALTAM-Taucher im Einsatz

JALTAM (hebräisch ילת״מ, Akronym von hebräisch הַיְּחִידָה לִמְשִׂימוֹת תַּת⁻מֵימִיּוֹת haJəchīdah liMsīmōt Tat-Mejmijjōt, deutsch ‚die Einheit für Unterwassermissionen‘, Einheit 707) ist eine Spezialeinheit der israelischen Marine, als Teil der israelischen Verteidigungsstreitkräfte. Die Einheit 707 wurde 1963 aufgestellt und später mit Angehörigen der Schajetet 13 vereinigt. Seit 1981 ist JALTAM eine eigenständige Spezialeinheit.

## Fähigkeiten
Die Taucher der Einheit 707 sind  für Spezialeinsätze und mechanische Arbeiten, die bis zu einer Tiefe von 90 Metern ausgebildet. Hierzu gehören Einsatztaucher, Minentaucher, Kampfschwimmer, Schwimmtaucher, Schiffstaucher und Pioniertaucher. Zu ihren Aufgaben gehört das Tauchen in israelischen Häfen, um das Eindringen von Feinden zu unterbinden. Ebenso entschärfen sie Minen unter Wasser und überprüfen einlaufende Schiffe unterhalb der Wasserlinie. Taucher der JALTAM-Einheit halfen bei der Bergung versunkener Schiffe und Flugzeuge und erledigen Unterwasser-Wartungsarbeiten, auch unter Einsatz von Taucherglocken.